# Henrique Ávila
Henrique de Almeida Ávila (Volta Redonda, 30 de maio de 1983) é um advogado e professor universitário brasileiro. Foi conselheiro do Conselho Nacional de Justiça (CNJ) entre 2017 e 2021, indicado pelo Senado Federal e nomeado pelo presidente Michel Temer. Em 2018, foi reconduzido ao cargo pelo Senado, tendo sido nomeado pelo ministro Dias Toffoli, presidente do Supremo Tribunal Federal, no exercício da presidência da República. Seu mandato terminou em 18 de fevereiro de 2021.

## Carreira
Formou-se em direito pela Pontifícia Universidade Católica do Rio de Janeiro em 2006. Obteve o título de mestre (2014) e de doutor (2019) em Direito pela Faculdade de Direito da Pontifícia Universidade Católica de São Paulo sob orientação da professora Teresa Celina de Arruda Alvim, com estudos na área do Direito Processual Civil. 
Desde 2006, é sócio do escritório Sérgio Bermudes Advogados, em São Paulo.  
Como professor convidado, leciona em cursos de pós-graduação em direito processual civil da Fundação Armando Alvares Penteado, da Escola Paulista da Magistratura e da Escola Nacional de Seguros. Atua, ainda, como professor assistente da PUC-SP e adjunto do Instituto Brasiliense de Direito Público. 
É membro titular do Instituto Brasileiro de Direito Processual e do Comitê Brasileiro de Arbitragem. Integrou ainda a Comissão de Direitos e Prerrogativas da Seção de São Paulo da Ordem dos Advogados do Brasil entre os anos de 2016 e 2017. 

## CNJ

### Indicações
Em 15 de junho de 2016, foi indicado por lideranças partidárias à vaga reservada ao Senado Federal no Conselho Nacional de Justiça. Submetido a sabatina em 5 de outubro de 2016 na Comissão de Constituição, Justiça e Cidadania do Senado Federal do Brasil (CCJ), teve seu nome aprovado por 15 votos favoráveis e 2 contrários.
O parecer por sua indicação foi aprovado pelo plenário do Senado em 9 de novembro de 2016 por 49 votos a 15, com duas abstenções.
Foi nomeado pelo presidente Michel Temer para compor o Conselho em 2 de janeiro de 2017. Sua posse, realizada pela ministra Cármen Lúcia, então presidente do Supremo Tribunal Federal e do CNJ, ocorreu em 14 de fevereiro de 2017. 
Em 10 de maio de 2018, foi indicado para recondução ao cargo por parlamentares do MDB, PT, PTB, PSDB, Rede e PSB. Após nova sabatina, realizada em 23 de maio de 2018, sua indicação foi aprovada pela unanimidade dos 17 senadores presentes. 
Seu nome foi aprovado pelo plenário do Senado em 7 de junho de 2018, por 52 votos favoráveis e 9 votos contrários, além de uma abstenção. 
Em 24 de setembro de 2018, sua recondução foi assinada pelo ministro Dias Toffoli, presidente do STF e do CNJ, que exercia a presidência da República em substituição temporária ao então titular. Foi empossado em 19 de fevereiro de 2019 pelo presidente do Conselho para seu segundo mandato, até 2021. 

### Atividades

#### Comissões Permanentes[8]
- Presidente da Comissão Permanente de Solução Adequada de Conflitos (desde 2019)
- Presidente da Comissão de Acesso à Justiça da OAB.
- Membro da Comissão Permanente de Democratização e Aperfeiçoamento dos Serviços Judiciários (desde 2019)
- Membro da Comissão Permanente de Acompanhamento dos Objetivos de Desenvolvimento Sustentável e da Agenda 2030 (desde 2019)
- Membro da Comissão Permanente de Acesso à Justiça e Cidadania[9] (2018-2019)

#### Comitês Gestores
- Presidente do Comitê Gestor da Conciliação[10] (desde 2019)
- Membro de Comitê para acompanhamento e supervisão das medidas de prevenção ao contágio pelo novo Coronavírus - COVID-19 tomadas pelos tribunais brasileiros[11] (desde 2020)
- Coordenador do Comitê Gestor Judiciário de Cooperação Jurídica Internacional em matéria civil e penal[12] (desde 2019)
- Membro do Comitê Interinstitucional para integração das metas do Poder Judiciário com as metas e indicadores dos Objetivos de Desenvolvimento Sustentável (ODS)[13] (desde 2019)

#### Comissões Temporárias e Grupos de Trabalho
- Membro do Grupo de Trabalho para aprimoramento da atuação do Poder Judiciário nas ações de tutela de direitos coletivos e difusos[14] (desde 2019)
- Membro do Grupo de Trabalho para diagnóstico, avaliação e proposição de políticas judiciárias e propostas de melhoria aos regimes de custas, taxas e despesas judiciais[15] (desde 2019)
- Membro do Grupo de Trabalho para modernização e efetividade da atuação do Poder Judiciário nos processos de recuperação judicial e de falência[16] (desde 2018)
- Membro do Grupo de Trabalho para coordenação do planejamento e desenvolvimento de curso na modalidade a distância para capacitação de mediadores judiciais[17] (desde 2018)

#### Outras atividades
- Membro do Conselho Técnico-Científico e Jurisprudencial da Revista CNJ[18] (desde 2019)